# Ian Sommerville
Ian F. Sommerville (Glasgow, 1951. február 23. –) brit akadémikus. A szoftvertervezés professzora a skóciai St. Andrews-i Egyetemen. Egy népszerű szoftvertervezési tankönyv és számos más könyv és kiadvány szerzője.

## Akadémiai karrier
Ian Sommerville a számítógép-tudomány előadója volt a Heriot-Watt Egyetemen a skóciai Edinburgh-ban 1975 és 1978 között, majd a glasgowi Strathclyde Egyetemen dolgozott 1978-tól 1986-ig. 1986-tól 2006-ig a szoftvertervezés professzora volt a Lancasteri Egyetem számítógép-tudományi tanszékén, és 2006 áprilisában csatlakozott a St. Andrews-i Egyetem számítógép-tudományi iskolájához, ahol haladó szoftvertervezést és kritikus rendszerek tervezését oktatja.

## Publikációk
Legismertebb könyve a Szoftverrendszerek fejlesztése. A „Szoftverfolyamat” című fejezete áttekintő képet ad a rendszerfejlesztés lépéseiről.

## Fordítás
- Ez a szócikk részben vagy egészben  az   Ian Sommerville (academic) című angol Wikipédia-szócikk ezen változatának fordításán alapul.  Az eredeti cikk szerkesztőit annak laptörténete sorolja fel. Ez a jelzés csupán a megfogalmazás eredetét és a szerzői jogokat jelzi, nem szolgál a cikkben szereplő információk forrásmegjelöléseként.